# Gmina Canfield (Ohio)
Gmina Canfield (ang. Canfield Township) – gmina w Stanach Zjednoczonych, w stanie Ohio, w hrabstwie Mahoning. W 2020 roku liczyła 16 944 mieszkańców.